# Sakramentarier
Sakramentarier (auch Sakramentisten oder Sakramentierer) war eine Gruppierung der frühen Reformationszeit in Deutschland und den Niederlanden, die nicht an die Wirkung der Sakramente aus sich selbst heraus glaubte. Die Sakramentarier lehnten auch die Lehren von der Transsubstantiation und die Ablasslehre ab. Sie  waren somit unter den ersten Niederländern, die Gedankengut der  Reformation formulierten. 
Der Franziskaner Nicolaus Peters gab bereits 1520 die antikatholische Schrift Hier beginnen die Seremonien heraus. In ihrem Denken waren die Sakramentarier stark von Erasmus von Rotterdam und vom Humanismus beeinflusst. Ihre Zentren hatten sie vor allem in den größeren Städten der Niederlande. Sie bildeten jedoch in der Regel keine eigenen Gemeindestrukturen aus. Viele von ihnen schlossen sich nach 1530 der evangelischen Täuferbewegung und später zum Teil auch der reformierten Kirche an. Von Kaiser Karl V. wurden die Sakramentarier als Ketzer bekämpft und einige auch zum Tod auf dem Scheiterhaufen verurteilt.